# Musik Produktiv

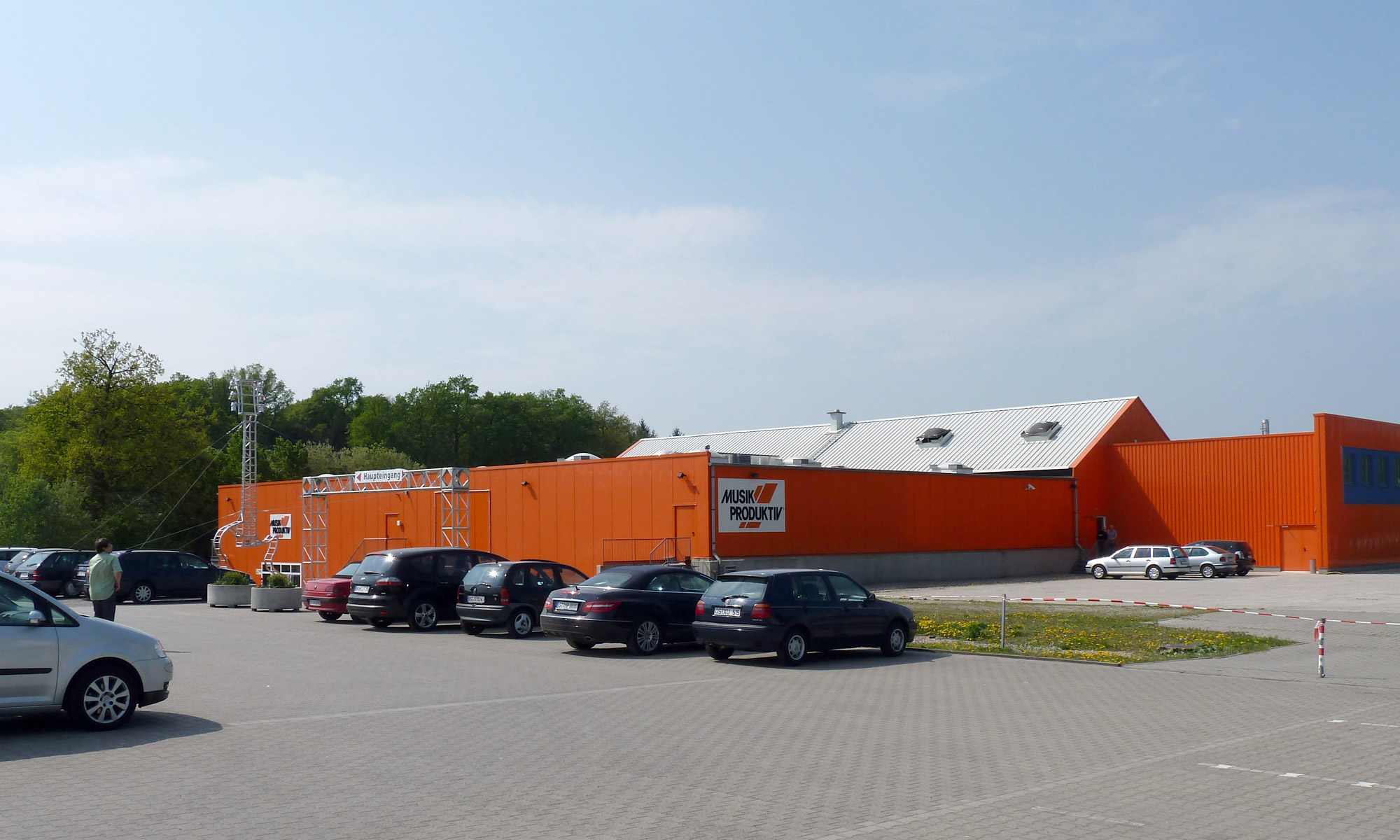
Das Ladengeschäft

Musik Produktiv mit Sitz im Ibbenbürener Stadtteil Laggenbeck ist ein deutsches Versandhaus und Ladengeschäft für Musik-Equipment aller Art. Das Ladengeschäft mit einer Verkaufsfläche von etwa 3000 m² ist eines der größten Kaufhäuser für Musikinstrumente, Musikalien, Beschallungstechnik und Studiotechnik in Europa.

## Allgemeines
Das international operierende Unternehmen wurde im Jahr 1974 von Günter Zierenberg in Ibbenbüren gegründet. In den folgenden vier Jahrzehnten hat Musik Produktiv drei Umzüge und unzählige An- und Umbau-Maßnahmen erlebt.
Aktuell beschäftigt das Unternehmen rund 70 Mitarbeiter. Mit dem „Handbuch für Musiker“ gab Musik Produktiv bis einschließlich 2012 den nach eigenen Angaben weltweit größten Informations- und Versandkatalog für Musikinstrumente heraus. Außer dem Verkauf und Versand von Musikinstrumenten widmet sich Musik Produktiv auch der Reparatur von Gitarren, elektronischem Musik-Equipment und Blasinstrumenten.
Darüber hinaus tritt Musik Produktiv als Organisator und Sponsor bei einer Vielzahl von Veranstaltungen auf. Neben Konzerten, Workshops und Seminaren für Musiker, Techniker und Musikpädagogen wird zweimal pro Jahr Europas größter Flohmarkt für gebrauchte Musikinstrumente veranstaltet, jeweils im Mai und Oktober. Der Musiker Flohmarkt bietet Platz für über 300 Verkaufsstände für gebrauchte Instrumente und die Gelegenheit zum Kaufen und Verkaufen für Privatleute (Händler sind nicht zugelassen).
Die Musik Produktiv Messe war die größte Musikmesse Norddeutschlands. Sie war Treffpunkt für Hersteller, Musiker und Musikinteressierte aus Deutschland und dem benachbarten Ausland. Die bisher letzte Messe fand 2019 statt und wurde wegen der hohen behördlichen Auflagen während der Pandemie von 2020–2022 abgesagt. Eine erneute Absage gab es auch 2023. Das Konzept sei nicht mehr zeitgemäß und wird seitens Musik Produktiv aktuell überarbeitet und dann wird es laut Musik Produktiv zukünftig eine Neuauflage geben.

## Zeittafel im Überblick
- 1974: erster Laden in der Ubostraße
- 1976: Umzug in die Laggenbecker Straße
- 1978: der erste MP-Katalog erscheint
- 1979: Umzug in die Gildestraße
- 1981: die erste Ausgabe des „Handbuchs für Musiker“
- 1995: Umzug in die Fuggerstraße
- 1998: Musik Produktiv geht online
- 1998: die erste Musik Produktiv Messe
- 2000/2001: Um- und Anbau an der Fuggerstraße
- 2002/2003: Bau einer großen Versandhalle
- 2006/2007: Umbau des Ladens nach Großbrand
- 2010: Eröffnung der Guitar Gallery
- 2020: Vollständige Übernahme des operativen Geschäfts durch die MP Musikhandel GmbH & Co. KG, eine hundertprozentige Tochter von „Session Musik“ in Walldorf[3]

## Eigenmarken
Musik Produktiv führt unterschiedliche Eigenmarken für diverse Produkte. Dazu zählen:
- Collins (E-Gitarren, E-Bässe, Westerngitarren, Akustikgitarren, Querflöten, Blockflöten, Trompeten, Saxophone, Flügelhörner, Digitalpianos, Stative, Pflegemittel, Mundstücke und weiteres Zubehör)
- Audio Teknik (Audiokabel, Mikrofonkabel, Lautsprecherkabel, Instrumentenkabel)